# Thibaud River
Die Thibaud River ist ein Fluss im Norden von Dominica im Parish Saint Andrew. Er entspringt nördlich des Providence Estate an einem Vorberg des Morne aux Diables auf ca. 420 m über dem Meer und fließt in einem großen Südbogen nach Osten. Er nimmt noch mehrere kleinere Bäche auf und durchquert Thibaud. Nach steilem Abstieg nimmt er noch den White Friars River, einen weiteren Hauptarm auf, der von rechts und Süden mündet und bei Paix Bouche entspringt (⊙). Dann mündet der Thibaud River westlich des Ortes in der Sandwich Bay in den Atlantik. In unmittelbarer Nähe mündet ein weiterer namenloser Bach.
Der Fluss ist nur ca. 2,9 km lang, er ist der Hauptfluss des Paix Bouche. Nördlich schließt sich das Einzugsgebiet des Balthazar und des kleinen Ravine Séche an, westlich entspringen die Quellflüsse von Grand Riviére und im Süden verlaufen Blenheim River und sein Zufluss Boulisst River.